# Цакаев, Руслан Узудиевич
Руслан Узудиевич Цакаев (24 сентября 1956 года, Казахская ССР — 30 апреля 2003 года, Ставрополь) — государственный деятель. Старший советник юстиции. Глава МВД Чеченской Республики, генерал-майор
.

## Биография
Окончил с отличием юридический факультет МГУ, юрист-правовед.
С 1982 года работал в прокуратуре Чечено-Ингушской АССР.
В 1990 году был избран депутатом Верховного Совета Чечено-Ингушетии 9-го созыва.
После прихода к власти генерала Дудаева был одним из лидеров оппозиции.
В первую чеченскую кампанию в декабре 1995 года был назначен заместителем председателя Комиссии по правовым гарантиям участникам незаконных вооруженных формирований.
В 1995—1996 годах секретарь Совета безопасности Чечни.
В 1997—2000 годах старший прокурор по надзору в органах внутренних дел Генпрокуратуры РФ, с мая 2000 года по декабрь 2002 года старший прокурор отдела реабилитации жертв политических репрессий Генеральной прокуратуры РФ.
С декабря 2002 года по апрель 2003 года глава МВД Чеченской Республики. Он был назначен на этот пост вопреки желанию Ахмата Кадырова : «За все время моей работы в республике я был у него всего дважды. Мне трудно было найти с ним общий язык. Мы с ним по-разному понимали задачи милиции».
Под его руководством правоохранительные органы республики сумели обеспечить порядок и безопасность во время проведения в марте референдума по принятию конституции Чечни.
Скончался от обширного инфаркта, похоронен в селении Терское в Надтеречном районе.